# Hans von Gösseln
Hans von Gösseln (auch: Hanns von Gösseln; * um 1915; † 25. Januar 1982) war ein deutscher Beamter, Sachbuch-Autor und Leiter des Amts für Verkehrsförderung der niedersächsischen Landeshauptstadt Hannover.

## Leben und Werk
Hans von Gösseln verfasste bereits 1949 gemeinsam mit Heinz Lauenroth und den Grafikern und Zeichnern Heinz Kneke und Ernst Zimmerlein die vom Städtischen Presse- und Kulturamt der Landeshauptstadt herausgegebene Aufbauschrift Anpacken und vollenden! Hannover 1945/1949.
Von 1959 bis 1980 leitete von Gösseln das Amt für Verkehrsförderung in Hannover.

## Schriften (Auswahl)
- Heinz Lauenroth, Hans von Gösseln: Anpacken und vollenden! Hannover 1945/1949, Hannover: Städtisches Presse- und Kulturamt, 1949; Inhaltsverzeichnis
  - ebenso; Hannover: Heinrich Osterwald
- Hans von Gösseln, Martin Anger: 75 Jahre Verkehrsverein Hannover. 1883–1958, Hannover: Amt ür Wirtschafts- und Verkehrsförderung, 1958; Inhaltsverzeichnis
- Sehenswürdigkeiten in Hannover, [Hannover]: Amt für Verkehrsförderung, [1963]
- Hannover. Aufbau einer Stadt, Hannover: Amt für Verkehrsförderung, 1963
- Herrenhausen-Brevier. 1666–1966, von Hans v. Gösseln. Erlebt und gezeichnet von Hanns Jatzlau. Nach einer Idee von Günther Grundmann, Neujahrsgabe, Hannover: Münstermann-Druck GmbH, 1965
- Hannover für unseren lieben Gast. Erzählt und geschrieben von Hans von Gösseln, erlebt und gezeichnet von Hanns Jatzlau. Nach einer Idee von Günther Grundmann, Hannover: Verlag Münstermann-Druck, [1970]
- Herrenhausen. Ein Führer durch die königlichen Gärten zu Hannover, Hannover: Heinr. Feesche Verlag, 1971
- Museen in Hannover. Erzählt und geschrieben von Hans v. Gösseln. Erlebt und gezeichnet von Hanns Jatzlau. Idee und Gestaltung von Dieter Grundmann, Hannover: Münstermann, [1973 +?]
- Hannover. Das neue Gesicht unserer Stadt. Erzählt und geschrieben von Hans v. Gösseln. Erlebt und gezeichnet von Hanns Jatzlau. Idee und Gestaltung von Dieter Grundmann, Hannover: Münstermann, 1978
- Rundwege Hannover. Ein Wegweiser mit 6 Rundwegbeschreibungen sowie Ausflügen in der Umgebung (= Routes around Hannover), Texte in Deutsch und Englisch, Bamberg: Bayerische Verlagsanstalt, 1981, ISBN 978-3-87052-455-5 und ISBN 3-87052-455-3